# Na hornické
Přírodní rezervace Na hornické byla vyhlášena roku 2002 a nachází se u obce Záboří nad Labem. Důvodem ochrany je soubor společenstev lužního lesa, vodní a mokřadní společenstva zarůstajících tůní a mrtvých ramen a společenstva střídavě vlhkých nivních luk.

## Popis
Rezervace zahrnuje především tvrdý luh s převažující jilmovou doubravou na dvou slepých ramenech Labe. Na jaře rozkvétá dymnivka bobovitá (Corydalis intermedia), dymnivka dutá (Corydalis cava), sasanka hajní (Anemonoides nemorosa), sasanka pryskyřníkovitá (Anemone ranunculoides), plicník tmavý (Pulmonaria obscura), česnek medvědí (Allium ursinum), orsej jarní (Ficaria verna), křivatec žlutý (Gagea lutea) a další. Je udáván i výskyt vzácnější pomněnky řídkokvěté (Myosotis sparsiflora) a ladoňky rakouské (Scilla bifolia). Ve vodě rostou stulík žlutý (Nuphar lutea) a leknín bělostný (Nymphaea candida), vzácně pak vykvétá žebratka bahenní (Hottonia palustris).

## Galerie

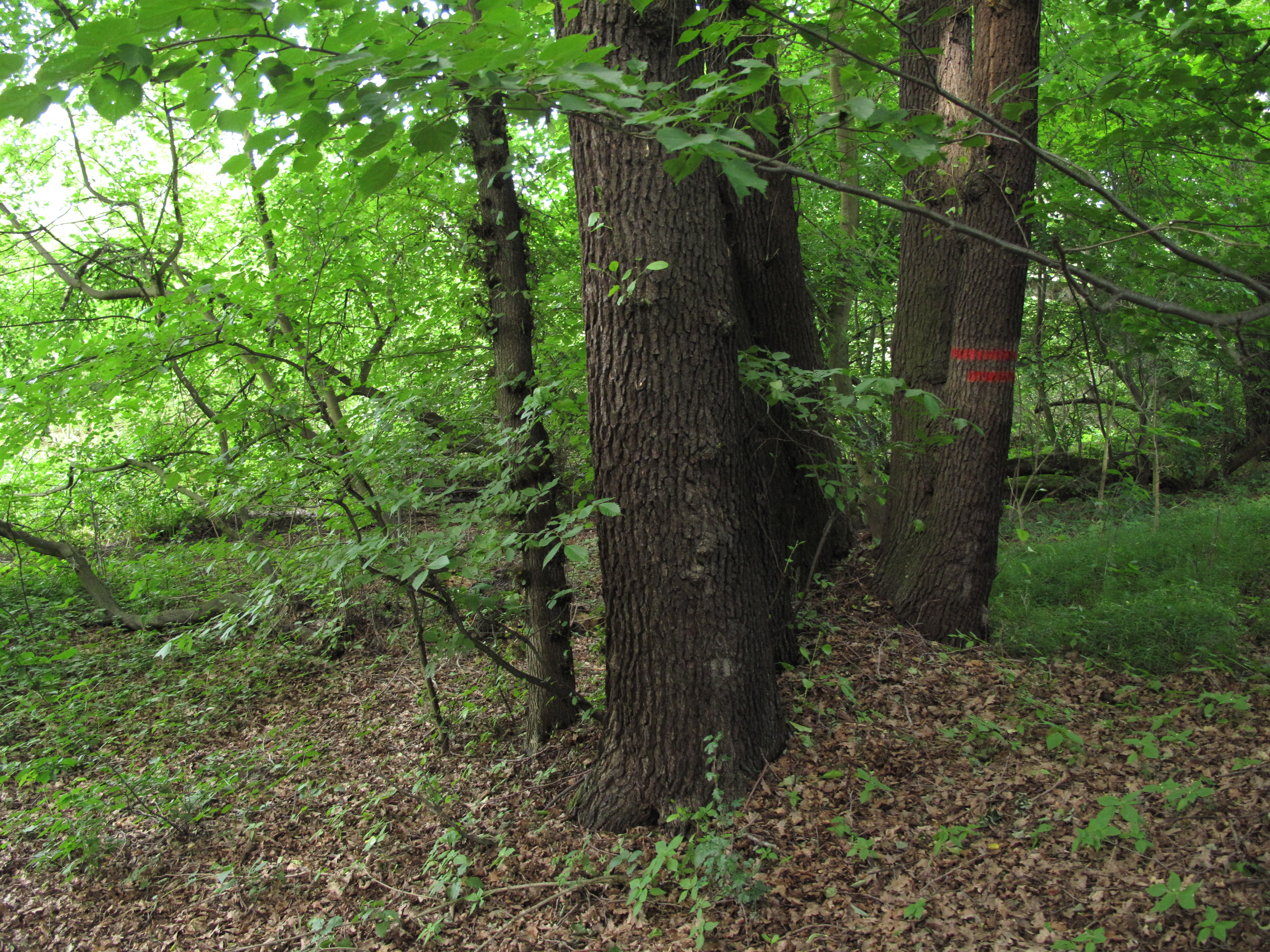
Červený pruh, označení území
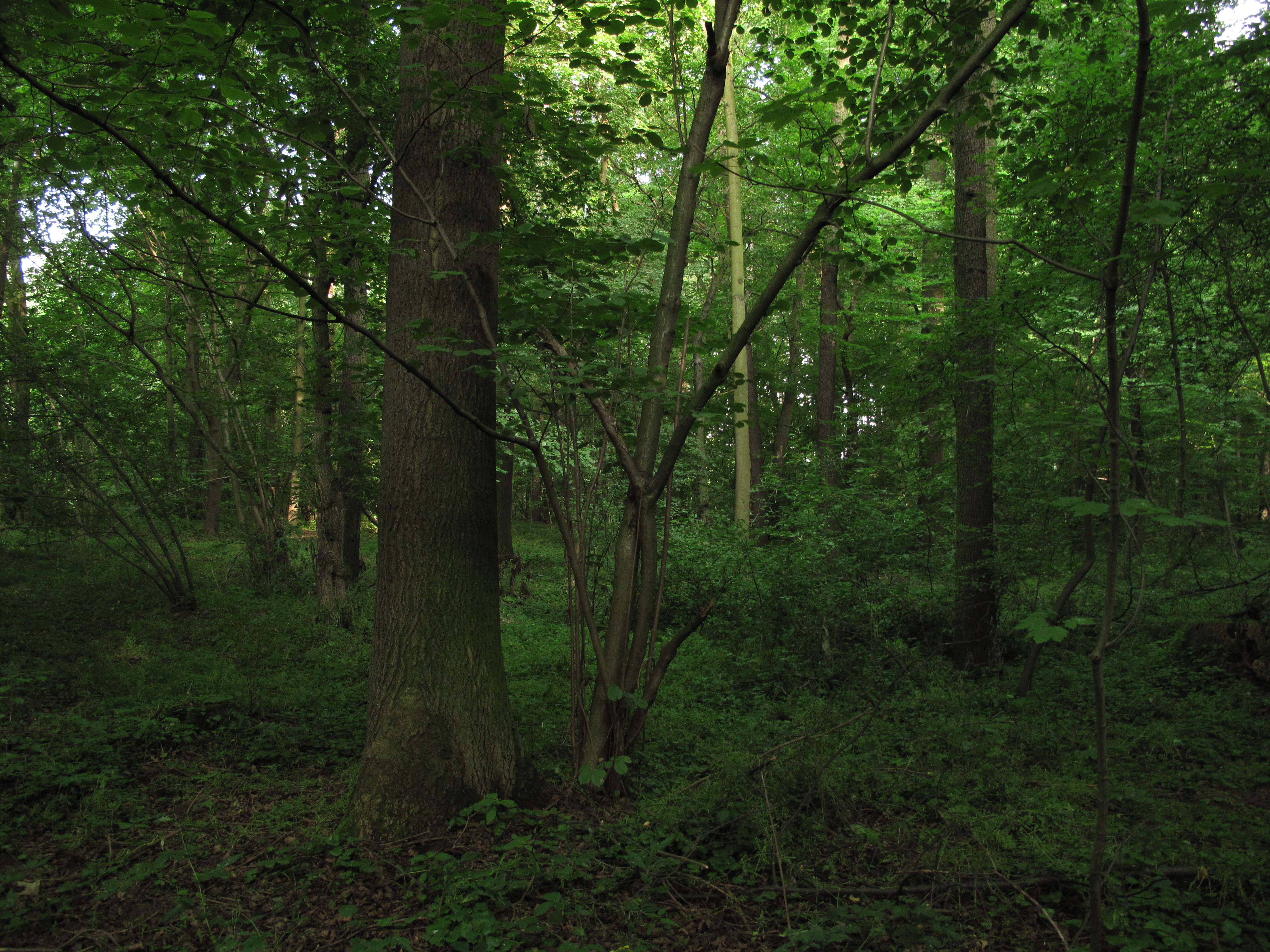
Les
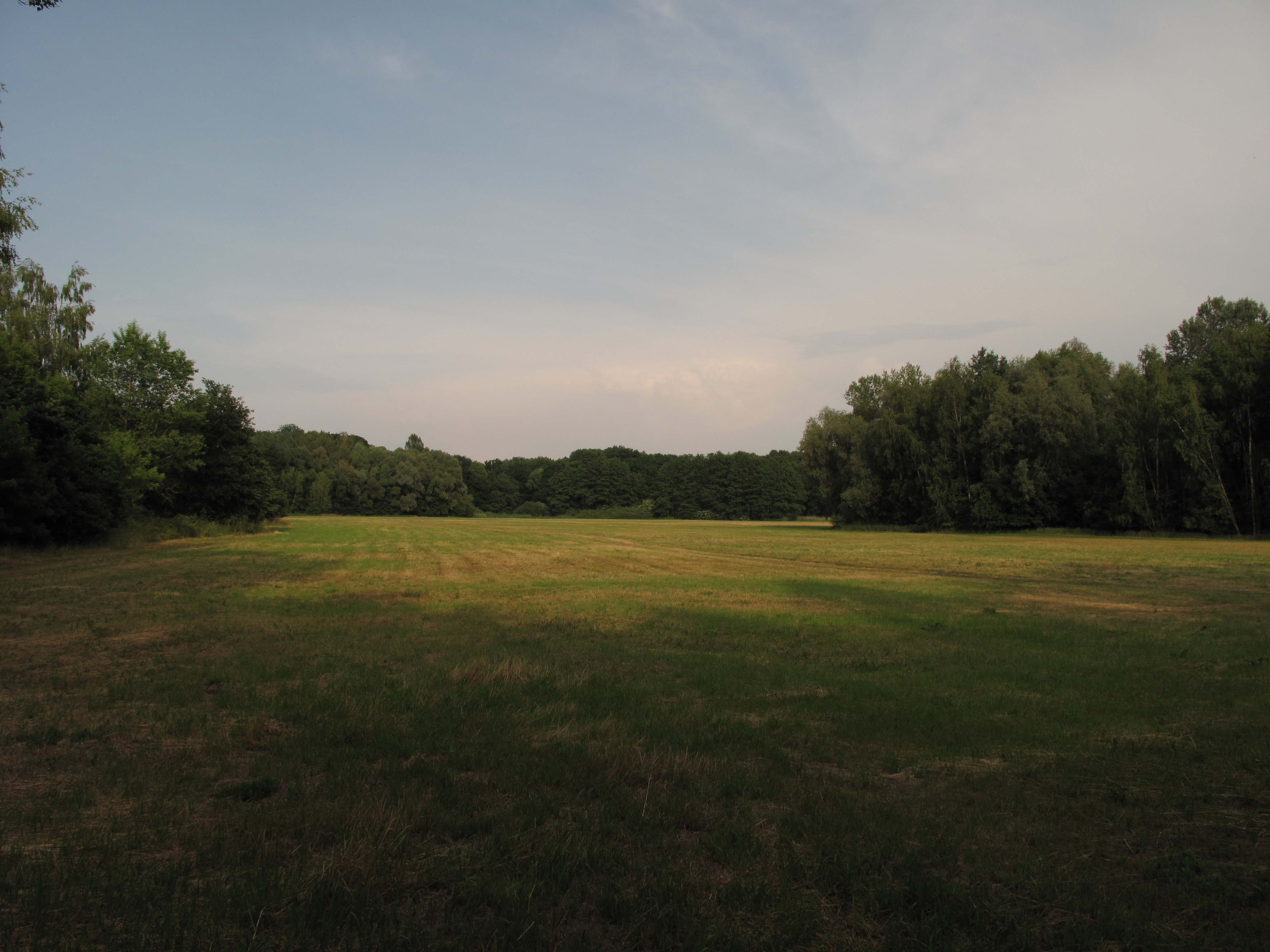
Pohled na území za loukou
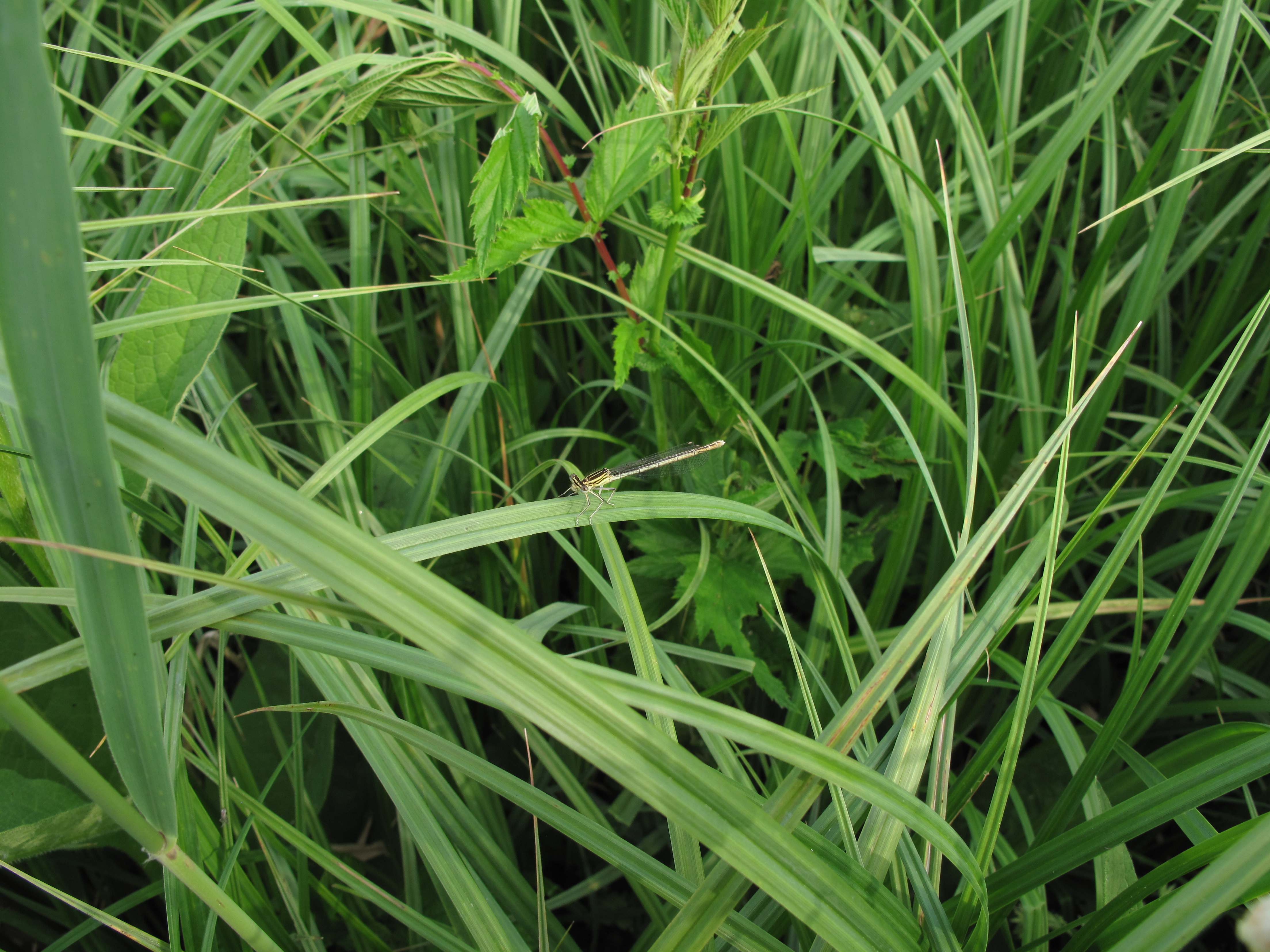
Šidélko brvonohé (Platycnemis pennipes)